# Сенява (Малопольське воєводство)
Сенява (пол. Sieniawa) — село в Польщі, у гміні Раба-Вижна Новотарзького повіту Малопольського воєводства.
Населення — 1951 особа (2011).
У 1975-1998 роках село належало до Новосондецького воєводства.

## Демографія
Демографічна структура станом на 31 березня 2011 року:
|          | Загалом | Допрацездатний вік | Працездатний вік | Постпрацездатний вік |
| -------- | ------- | ------------------ | ---------------- | -------------------- |
| Чоловіки | 989     | 277                | 631              | 81                   |
| Жінки    | 962     | 214                | 565              | 183                  |
| Разом    | 1951    | 491                | 1196             | 264                  |